# Інтернаціональна бригада «П'ятнашка»
Інтернаціональна бригада «П'ятнашка» — незаконне збройне формування, сформоване переважно з абхазів, що під час війни на сході України воювало у лавах російських бойовиків. Формування входить до складу 100-ї мотострілецької бригади ЗС РФ.

## Історія
Створено формування наприкінці червня 2014 року. Спочатку завданням бойовиків була охорона «блокпосту» на вул. Стратонавтів поблизу Донецького аеропорту. Після зміни ватажка «П'ятнашки» було захоплено Шахтарськ.
У червні 2015 року підрозділи батальйону брали участь у спробі захопити Мар'їнку, що захищалася українськими силами. Атаку бойовиків було відбито.
17 травня 2018 року під час боїв в Авдіївській промзоні було ліквідовано командира батальону — Олега Мамієва (Мамая).
22 серпня 2022 року в місті Донецьк пролунав вибух, почалася пожежа та детонація боєприпасів на базі окупантів біля колишнього «Ашана». Гайдай повідомляє, що це відбувається на військовій базі угруповання «Пятнашка». Пізніше стало відомо, що місцезнаходження бази окупантів вирахували журналісти проєкту Bihus.Info, які й передали координати українським спецслужбам. 
Як і 2018, угруповування П'ятнашка досі стоїть на Авдіїіській промзоні, і досі йдуть намагання взяти Авдіївку.
У березні 2024 року повідомлялося, що до лав бригади доєдналися найманці з Китаю.
У серпні 2024 року на проросійських телеграм-каналах поширилася інформація про те, що бригада була перекинута в Курську область для відбиття вторгнення ЗСУ.

## Командування
- 2014—2015 — Ахра Авідзба, «Абхаз»[10]
- 2016—2018 — Олег Мамієв, «Мамай»[11]

## Злочини
На окупованих територіях Донецької області Ахра Авідзба та інші бійці «П'ятнашки» займалися рекетом та викраденням автомобілів. Озброєні бійці силою відбирали машини в місцевих жителів, переганяли їх до Росії, змінювали номери та перепродавали автомобілі за ціною, нижчою від ринкової. У липні 2014 року сам Авідзба вихвалявся у фейсбуці крадіжкою машин в українського «Приватбанку».

## Втрати
Журналісти з посиланням на інформацію з місцевих телеграм-чатів публікували інформацію про загибель вихідців з Абхазії та Південної Осетії, які служили в «П'ятнашці». Після повномасштабного вторгнення Росії в Україну в 2022 році було вбито не менше 32 бойовиків із Цхінвальського регіону та 15 — з Абхазії.